# Terapia wirtualną rzeczywistością
Terapia wirtualną rzeczywistością - znana również jako terapia imersją w wirtualnej rzeczywistości (VRIT), symulacja terapeutyczna (SFT), terapia ekspozycją na wirtualną rzeczywistość (VRET) lub komputerowa terapia kognitywno-behawioralna (CCBT) to metoda psychoterapii korzystająca z technologii wirtualnej rzeczywistości do leczenia pacjentów z zaburzeniami lękowymi i fobiami. Obecnie jest jedną z popularniejszych metod leczenia zespołu stresu pourazowego. Pozwala także na leczenie uzależnień i innych schorzeń, łącznie z tymi spowodowanymi urazami.

## Opis
Terapia wirtualną rzeczywistością wykorzystuje do generowania symulacji komputery wyposażone w specjalistyczne oprogramowanie, urządzenia oddziałujące na zmysły oraz stworzone sztucznie środowiska. Symulacje mogą być wykorzystane do diagnozowania oraz leczenia dolegliwości i chorób psychicznych. W przypadku wielu fobii reakcja na postrzegane zagrożenia jak duża wysokość, publiczne wystąpienia, latanie, ciasne przestrzenie itp. jest zazwyczaj wyzwalana przez bodźce wzrokowe lub słuchowe. Terapie oparte na wirtualnej rzeczywistości dają możliwość dostarczenia sztucznych, kontrolowanych bodźców oraz możliwość monitorowania reakcji pacjenta przez terapeutę.